# Потоцкий, Альфред (1786)
Граф Альфред Войцех Потоцкий (4 марта 1786, Париж — 23 декабря 1862, Ланьцут) — польский аристократ, 1-й ординат ланьцутский (1838—1862), гофмейстер великий галицкий, маршалок Галицкого сейма.

## Биография
Представитель польского магнатского рода Потоцких герба «Пилява». Старший сын польского писателя и путешественника Яна Непомуцена Потоцкого (1761—1815) и Юлии Любомирской (1764—1799).
Ему принадлежали имения: Кшешовице, Ланьцут, Лежайск и Уладовка. В 1809—1815 годах Альфред Войцех Потоцкий служил офицером в армии Великого герцогства Варшавского. В 1812 году стал адъютантом польского бригадного генерала, князя Юзефа Антония Понятовского, и участвовал в походе Наполеона Бонапарта против России. В Бородинской битве был ранен. Также являлся австрийским тайным советником и гофмейстером великим галицким.

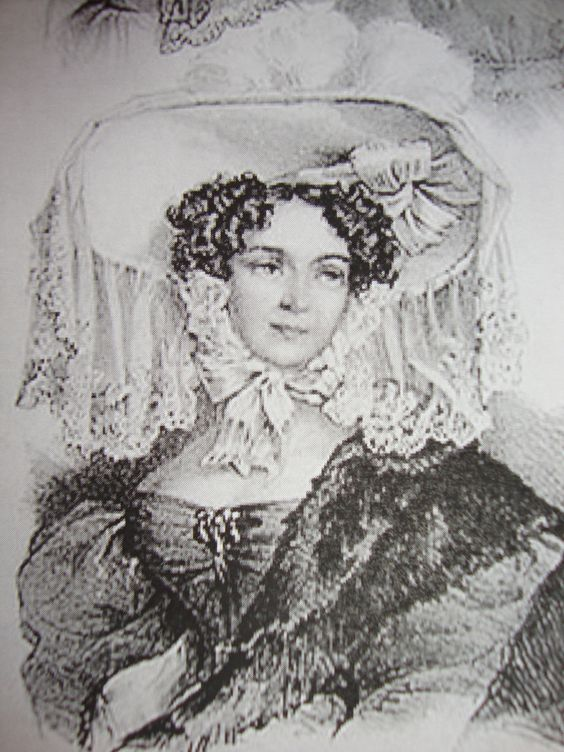
Мария Юзефина, жена

С одобрения венского двора польский магнат Альфред Войцех Потоцкий исполнял многие государственные функции в титулярном королевстве Галиции и Лодомерии. В 1838 году основал Ланьцутскую родовую ординацию.
С 1861 года член национального сейма в Галиции и член рейхстага Австрийской империи.
Альфред Потоцкий способствовал модернизации сельского хозяйства в Галиции. Он основал в 1839-1844 годах текстильные заводы, а в 1836 и 1841 годах — сахарные заводы.

## Семья
21 июня 1814 года женился на княжне Марии Юзефине Чарторыйской (1787—1862), дочери стольника великого литовского и старосты луцкого, князя Юзефа Клеменса Чарторыйского (1740—1810), и Дороты Барбары Яблоновской (1760—1844). Дети:
- Артур Потоцкий (1815—1834)
- Альфред Юзеф Потоцкий (1817—1889), 2-й ординат ланьцутский
- Ева Юзефина Юлия Евдоксия Потоцкая (1818—1895), жена с 1841 года Франца фон Лихтенштейна (1802—1887)
- Ева София Потоцкая (1820—1882), жена с 1842 года австрийского графа Морица фон Дитрихштейна (1801—1852)